# Dow Corning Tennis Classic 2010
Il Dow Corning Tennis Classic 2010 è stato un torneo di tennis facente parte della categoria ITF Women's Circuit nell'ambito dell'ITF Women's Circuit 2010. Il torneo si è giocato a Midland (Michigan) in USA dall'8 al 14 febbraio 2010 su campi in cemento indoor e aveva un montepremi di $100 000.

## Vincitrici

### Singolare
Elena Baltacha ha battuto in finale  Lucie Hradecká con il punteggio di 5–7, 6–2, 6–3.

### Doppio
Laura Granville /  Lucie Hradecká hanno battuto in finale  Lilia Osterloh /  Anna Tatišvili con il punteggio di 7–6(2), 3–6, [12–10].